# 四月革命 (阿富汗)
四月革命（波斯語：‎，直译：二月革命，另称波斯語：‎，直译：2月7日；普什圖語：‎，直译：二月革命），又称四月政变，是1978年4月27日-28日由苏联支持的阿富汗人民民主党發動，旨在推翻阿富汗总统穆罕默德·达乌德·汗的政变（或自称為革命）。达乌德和他的大多数家人在总统府被杀。 革命后成立了一个以人民民主党总书记努尔·穆罕默德·塔拉基为国家元首（革命委员会主席团主席）的政府。1978年6月，在紐約舉行的新聞發布會上，政變參與者兼外交部長哈菲佐拉·阿明表示，這次事件不是政變，而是“人民意願”的革命。
事件发生在伊朗曆的2月7日。伊朗历的2月在阿富汗達利語中称为（拉丁化为Saur或Sowr）。按照格里曆，事件发生时间为4月。

## 背景
在阿富汗人民民主党的支持和援助下，穆罕默德·达乌德·汗在1973年政变中推翻了查希尔国王的统治， 并建立了阿富汗共和国。达乌德确信，来自苏联的支持将使阿富汗能够控制巴基斯坦西北部的普什图地区。然而，表面上致力于不结盟政策的达乌德对苏联企图控制阿富汗外交政策感到不安，两国关系恶化。
在达乌德的政府领导下，人民民主党内部出现了派系斗争，其中两个主要派别是旗帜派和人民派。1978年4月17日，旗帜派的著名成员卡比尔被暗杀。:771 尽管达乌德政府发表声明谴责暗杀事件，但人民民主党的总书记塔拉基指责，暗杀是达乌德策划的，这说法得到了喀布尔许多知识分子的认同。人民民主党领导人显然担心达乌德计划消灭他们。
在卡比尔的葬礼上，发生了针对政府的抗议，此后不久，包括巴布拉克·卡尔迈勒在内的人民民主党的大多数领导人都被政府逮捕。哈菲佐拉·阿明被软禁，这使他有机会下令发动一场政变。 阿明在没有权力的情况下，指示人民派军官推翻达乌德政府。

## 过程
政变的初步步骤是在4月份，当时达乌德手下的一名坦克指挥官警告说，情报显示不久的将来，特别是4月27日，喀布尔会遭到袭击。根据指挥官的建议，坦克部署在喀布尔周围。4月27日當天，坦克把砲管转向总统府。提出这一要求的坦克指挥官事先已秘密投靠了人民派。
据一名目击者称，4月27日中午左右，喀布尔即将发生政变的第一个迹象是，有报道称，一个坦克纵队向该市进发，国防部附近冒着来历不明的烟雾，还有武装人员，其中一些人穿着军装，守卫着主要十字路口阿丽亚纳圈。首先听到的枪声是在喀布尔新城地区的内政部附近，在那里，一个连的警察显然与一个向前推进的坦克纵队对峙。从那里战斗蔓延到城市的其他地区。
当天下午晚些时候，第一批战斗机苏-7低空进入，向市中心的总统府发射火箭。傍晚早些时候，政府拥有的阿富汗电台广播了一则公告，称人民派正在推翻达乌德政府。使用人民派这个词，以及它与阿富汗人民民主党的传统联系，清楚地表明了人民民主党正在领导这场政变，而且叛军已经占领了电台。午夜时分，对总统府的空袭加剧，六架苏-7战机发射火箭弹，照亮了这座城市。
第二天4月28日上午，喀布尔基本上平静下来，尽管该市南部仍能听到枪声。当喀布尔人民冒险离开家园时，他们意识到反叛分子完全控制了该城，并得知达乌德总统和他的兄弟纳伊姆在当天清晨被杀害。一群士兵包围了遭到严重破坏的总统府，要求他们投降。拿着手枪的达乌德和纳伊姆冲出总统府，後被枪杀。
這次兵變也結束了有152年歷史的巴拉克宰王朝（雖然达乌德·汗總統在1973年推翻了君主制，但他本人也是巴拉克宰王朝的一位王子）。

## 革命後
革命最初受到喀布爾許多人的歡迎，因他們對達烏德政府不滿意。在成立民政政府之前，阿富汗國民軍航空兵上校阿卜杜勒·卡迪爾和阿富汗人民民主黨革命委員會從1978年4月27日開始領導該國為期三天。最終，在人民派的努爾·穆罕默德·塔拉基領導下成立了一個民政政府。而內閣人選則是人民派和旗幟派交替任命。塔拉基是總理(人民派)，卡爾邁勒是副總理(旗幟派)，阿明是外交部長。但是，兩派之間的團結只持續了很短的時間。塔拉基和阿明於7月初將大部分旗幟派成員從政府職位中撤職。卡爾邁勒被派往國外，出任捷克斯洛伐克大使。 
1978年8月，塔拉基和阿敏聲稱發現了一個陰謀，並處決或監禁了幾名內閣成員，甚至還監禁了革命的軍事領導人阿卜杜勒·卡迪爾將軍，直到蘇聯入侵並隨後於1979年底換屆。1979年9月，當阿敏和塔拉基鬧翻並處決他時，塔拉基成為革命的受害者。
執政後，阿富汗人民民主黨實施了社會主義改革議程。起初，他們採取了溫和的態度，改革的意願不強。然而，從10月下旬開始進行了徹底的改革，觸及了阿富汗農村地區的社會經濟部落結構。他們採取了“災難性的象徵性舉動”：國旗從傳統的黑色、紅色和伊斯蘭綠色改為近乎複製的蘇聯紅旗，這是對保守人民的挑釁性侮辱。它禁止了高利貸，這導致了農業危機和農業生產下降。此類改革是在沒有初步試點的情況下突然實施的。一位記者批評土地改革是“以一種隨意的方式沒收土地，使所有人憤怒，沒有人受益，並減少了糧食生產”，並且是“阿富汗現代歷史上第一次有組織，全國性的鎮壓”。
根據阿富汗文化和資訊部長Said Makhdoom Rakkin（2010）的說法，當年的政變使該國的民主發展停止了幾十年。
阿富汗目前沒有慶祝四月革命的周年紀念日 - 相反，第二天標誌著阿富汗人民在聖戰中獲勝的日子（1992年推翻親蘇政府的周年紀念日)。